# Tomáš Hüner
Tomáš Hüner (ur. 26 czerwca 1959 w Ostrawie) – czeski inżynier i menedżer, w latach 2006–2011 wiceminister, a od 2017 do 2018 minister przemysłu i handlu.

## Życiorys
Absolwent wydziału inżynierii mechanicznej wyższej uczelni technicznej VUT w Brnie. Kształcił się również w zakresie zarządzania strategicznego. W latach 1984–1994 pracował w elektrowni w Dziećmorowicach, m.in. jako wicedyrektor ds. produkcji. Następnie do 2002 był dyrektorem generalnym przedsiębiorstwa energetycznego Severomoravská energetika. Od 2002 do 2004 jako konsultant z ramienia AP&P zajmował się restrukturyzacją kompanii Slovenské elektrárne, po czym do 2006 zarządzał oddziałem przedsiębiorstwa energetycznego ČEZ w Bułgarii.
W latach 2006–2011 pełnił funkcję wiceministra przemysłu i handlu. Powrócił następnie do sektora energetycznego, obejmując m.in. funkcje przewodniczącego rad nadzorczych w ČEPS i OTE. Objął również dyrektorskie stanowisko w czeskim oddziale Siemensa.
13 grudnia 2017 został ministrem przemysłu i handlu w rządzie Andreja Babiša. Pełnił tę funkcję do 27 czerwca 2018.